# جيمس هوفمان
جيمس هوفمان (بالإنجليزية: James Huffman)‏ هو مؤرخ أمريكي، ولد في 17 أكتوبر 1941.